# Győrszemere
Győrszemere là một thị trấn thuộc hạt Győr-Moson-Sopron, Hungary. Thị trấn này có diện tích 33,11 km², dân số năm 2010 là 3161 người, mật độ 95 người/km².